# Ephedra transitoria
Ephedra transitoria là một loài thực vật hạt trần trong họ Ephedraceae. Loài này được Riedl mô tả khoa học đầu tiên năm 1961.